# Helena Unierzyska

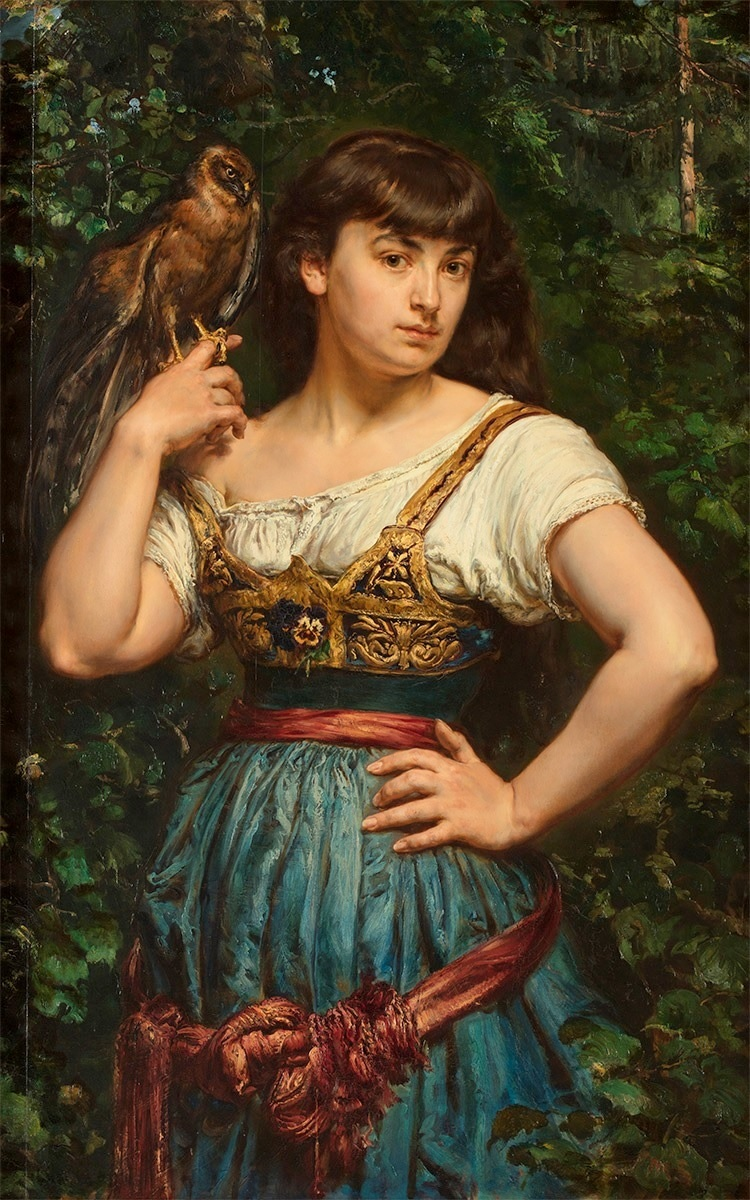
Helena Matejko mit Sperber, Bild von Jan Matejko (1882–1883)

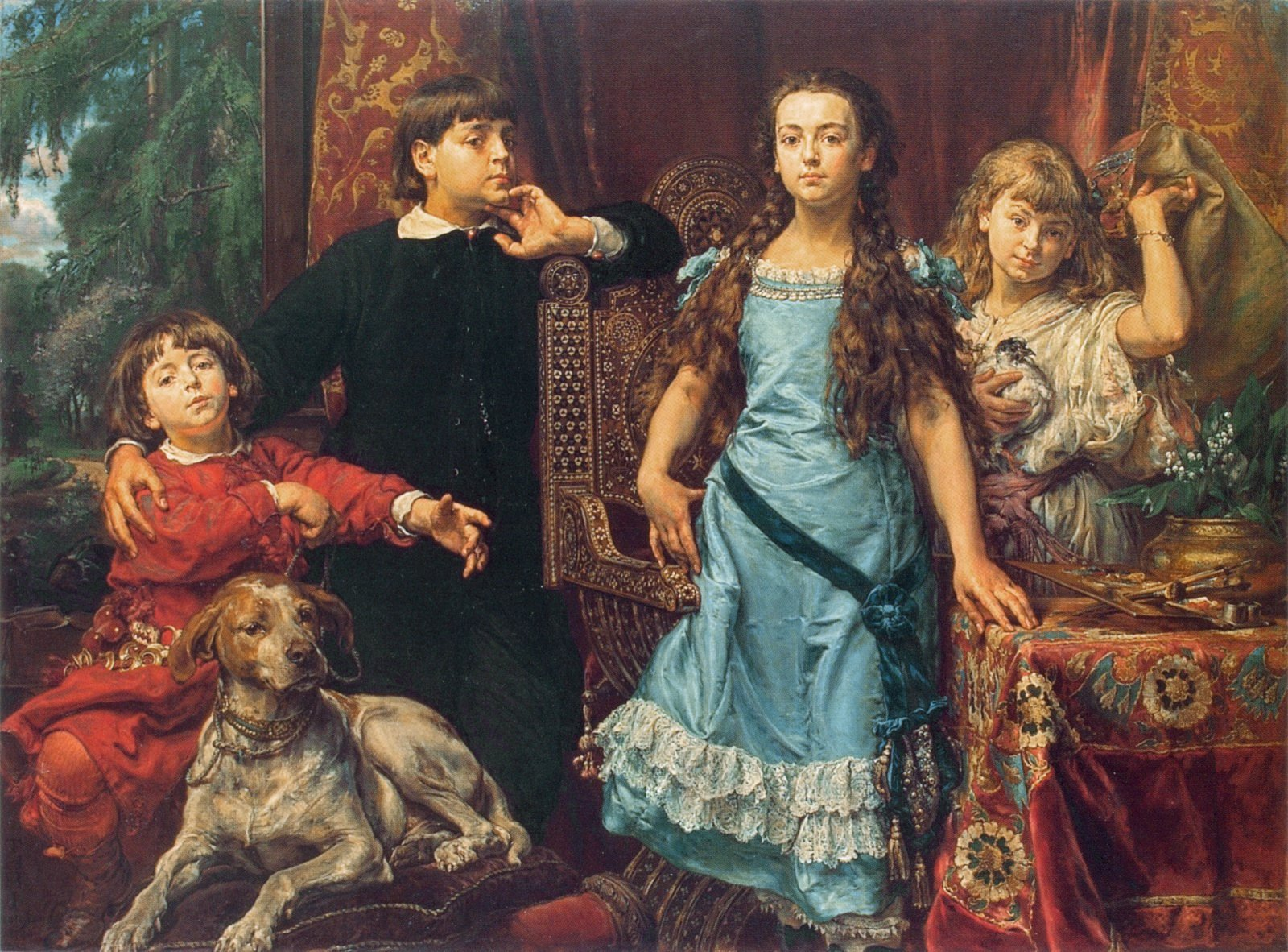
Helena Matejko – 2. von rechts, im blauen Kleid; Bild von Jan Matejko (1879)

Helena Unierzyska (geborene Helena Matejko, * April 1867; † 1932) war eine polnische Malerin und Bildhauerin. Sie war die jüngere Tochter von Jan Matejko und Teodora Matejko.

## Leben
Ihre Kindheit, in der sie schwer krank war, verbrachte sie mit ihren Eltern in Krzesławice und Krakau.
Am 24. Juni 1891 heiratete sie den Maler und späteren Krakauer Akademiedozenten Józef Unierzyski. Nach ihrer Hochzeit zogen sie nach Boleń, ein Dorf in der Nähe von Krakau. Sie hatte selbst keine Kinder, adoptierte jedoch einige aus dem Dorf.
Für ihre Hilfe für die Kriegsopfer während des Ersten Weltkrieges erhielt sie vom Staatspräsidenten Stanisław Wojciechowski das Unabhängigkeitskreuz (Krzyż Niepodległości).